# Matilda Rapaport
Matilda Rapaport (Stockholm, 29 januari 1986 – Santiago, 18 juli 2016) was een Zweeds alpineskiër in de discipline freeride (off-piste). 

## Biografie
Rapaport nam deel aan de Freeride World Tour, waarin ze in 2013 de manche in Verbier won. In 2016 kwam ze tijdens filmopnamen om tijdens een lawine. Hiermee was ze, na Estelle Balet, de tweede deelneemster aan de Freeride World Tour in een jaar die omkwam in een lawine. 
Rapaport was gehuwd met skiër Mattias Hargin.